# Paul-Joseph-Victor Dargaud
Pour les articles homonymes, voir Dargaud (homonymie).
Paul-Joseph-Victor Dargaud, ou Victor Dargaud, né le 31 octobre 1847 à Paris et mort le 16 mars 1914 à Saint-Cyr-sur-Loire, est un peintre, dessinateur, graveur et sculpteur français.

## Biographie
Paul-Joseph-Victor Dargaud est le fils d'Antoine Dargaud, marchand tailleur (1804-1885) et de Verda Victoire Jourdain (1822-1888).
Il expose au Salon de 1873 à 1891, date à laquelle il obtient une mention honorable dans la section d'architecture.
Après avoir peint des natures mortes, il pose son chevalet dans les rues de Paris principalement, il est également dessinateur et bibliophile.
En 1885, il habite au 41 du quai d'Anjou à Paris. Il est témoin devant l'état civil du décès de son père et en 1888 au décès de sa mère.
Il est membre de la Société historique et archéologique du IVe arrondissement de Paris, de la Société des amis des monuments parisiens et de l'Association des artistes peintres, sculpteurs, graveurs, architectes et dessinateurs.
Il meurt à son domicile de Saint-Cyr-sur-Loire à l'âge de 66 ans.

## Œuvres dans les collections publiques
- Paris :
  - Cité de l'architecture et du patrimoine :
    - Vue du Trocadéro en 1879[9]

  - Maison de Balzac :
    - Maison de Balzac, 12 rue Fortunée (rue Balzac)[10]

  - Musée Carnavalet : 
    - La cour de Rohan[11]
    - L'Hôtel de la Vieuville[12]
    - L'Hôtel du Prévôt, passage Charlemagne[13]
    - L'Hôtel de Ville en reconstruction[14]
    - La Sorbonne[15]
    - L'Ancien Hôpital de la Pitié, rue Lacépède[16]
    - La statue de la Liberté de Bartholdi, dans l'atelier du fondeur Gaget, rue de Chazelles[17]
    - La rue Saint-Paul[18]
    - Entrée latérale de l'église Saint-Médard, rue Daubenton, 5ème arrondissement[19]
    - La rue des Trois-Portes[20]
    - L'Impasse des Bœufs (rue de l'école-Polytechnique)[21]
- Santa Barbara :
  - Santa Barbara Museum of Art (en) : La Statue de la Liberté dans l'atelier de Frédéric-Auguste Bartholdi, Paris[22]

## Œuvres exposées aux Salons parisiens
- Oiseaux morts, no 402 au Salon de 1873
- Retour de l'hirondelle, no 403 au Salon de 1873
- Fleurs, no 609 au Salon de 1877

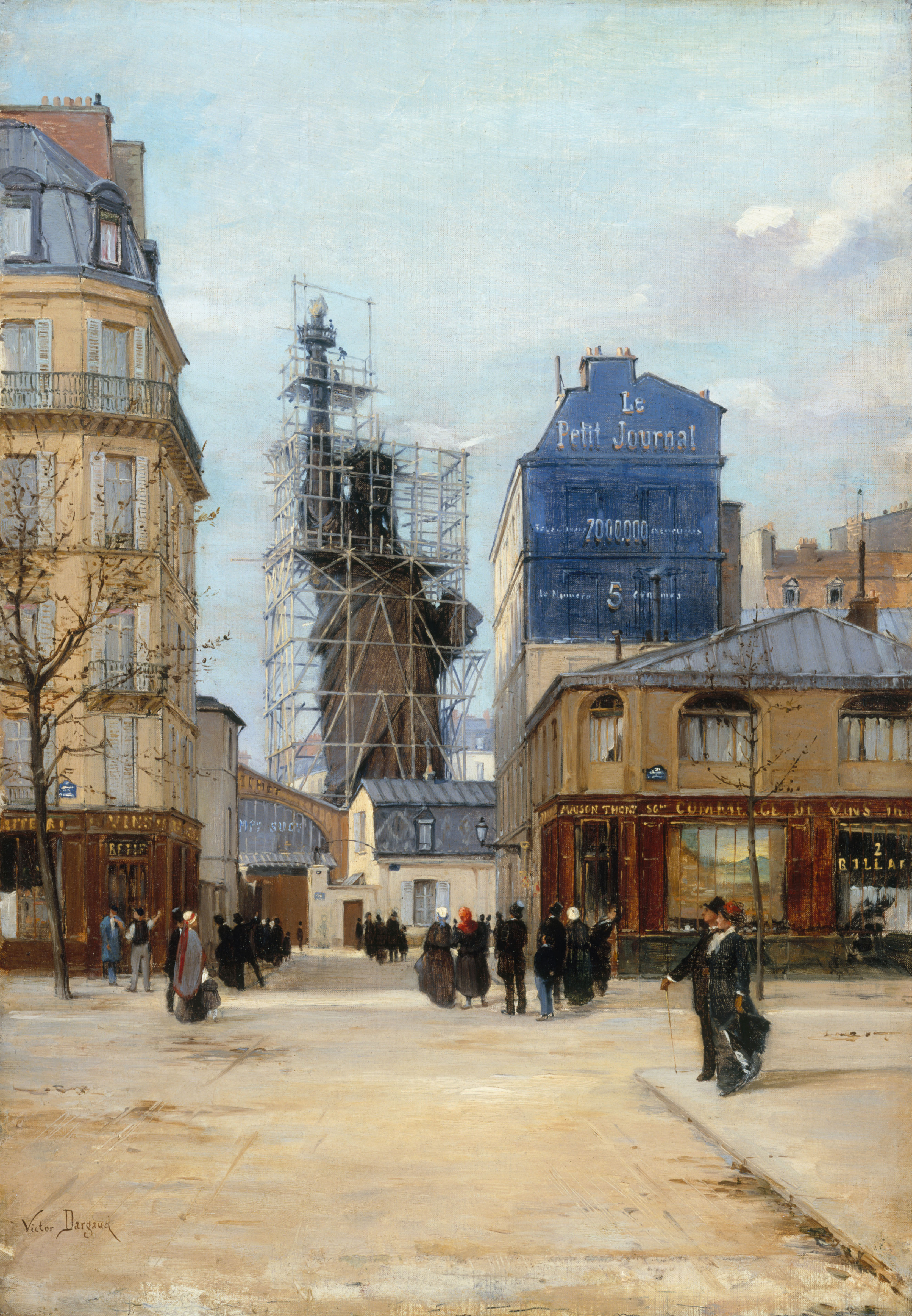
La statue de la Liberté de Bartholdi, dans l'atelier du fondeur Gaget, rue de Chazelles - Salon de 1884 - Musée Carnavalet.

- Les balançoires à Montmartre ; versant de Saint-Ouen, no 639 au Salon de 1878
- Les Carrières d'Argenteuil et de Sannois (Seine-et-Oise), no 833 au Salon de 1879
- Le Trocadéro, no 976 au Salon de 1880
- Le chantier de l'Hôtel-de-Ville (1880), no 596 au Salon de 1881
- Rue du Petit-Cimetière, à Marseille, no 597 au Salon de 1881
- Les travaux du Crédit Lyonnais, à Paris, no 720 au Salon de 1882
- La rue de l'Echelle, à Marseille, no 721 au Salon de 1882
- Verrerie de Saint-Ouen, no 662 au Salon de 1883
- L'Hôtel de Ville de Paris, no 658 au Salon de 1884
- La Liberté éclairant le monde ; boulevard de Courcelles 1884, no 659 au Salon de 1884
- La main de la statue "la Liberté éclairant le monde", no 687 au Salon de 1885
- Dix-neuf dessins pour les Promenades pittoresques dans Paris de M. Maurice du Seigneur, no 3065 au Salon de 1891
- Sept dessins, no 3066 au Salon de 1891